# Joris Chotard
Joris Chotard, né le 24 septembre 2001 à Orange en France, est un footballeur français qui évolue au poste de milieu central au Montpellier HSC.

## Biographie

### Montpellier HSC
Né à Orange en France, Joris Chotard joue pour l'US Le Pontet avant de rejoindre le centre de formation du Montpellier HSC en 2016. Il fait sa première apparition en professionnel le 10 août 2019, lors de la première journée de la saison 2019-2020 de Ligue 1 face au Stade rennais. Il est titulaire lors de cette partie et est remplacé en fin de match par Petar Škuletić. Le MHSC s'incline ce jour-là (0-1).
Le 24 septembre 2019, jour de ses 18 ans, Chotard signe son premier contrat professionnel avec Montpellier, la veille d'un derby face au Nîmes Olympique où le jeune milieu de terrain est titulaire et où son équipe s'impose (1-0 score final). Le 30 octobre 2019 il inscrit son premier but en professionnel d'une frappe du droit à la suite d'un service de Gaëtan Laborde, lors de la victoire des siens en Coupe de la Ligue face à l'AS Nancy-Loraine (3-2). Alors qu'il est l'une des révélations du MHSC en 2019-2020, Chotard prolonge son contrat avec son club formateur le 11 juin 2020. 
Le 11 septembre 2022, trois ans après sa première apparition avec les pros, Joris Chotard dispute son 100e match avec le MHSC face à Angers (défaite 2-1). Le 2 Janvier 2023 face à l'OM, le milieu de terrain devient le plus jeune joueur de l'histoire de Montpellier à atteindre les 100 matchs en Ligue 1, à seulement 21 ans et 3 mois.

### En équipe nationale
Le 12 octobre 2018, Joris Chotard débute en équipe de France des moins de 18 ans avec laquelle il dispute au total sept matches amicaux.
En septembre 2019, il est appelé avec les moins de 19 ans. Avec cette sélection il joue six matchs.
En août 2021, Chotard est convoqué pour la première fois avec l'équipe de France espoirs par le sélectionneur Sylvain Ripoll, pour la campagne de qualification pour l'Euro espoirs 2023.
Il joue son premier match avec les espoirs le 8 octobre 2021 face l'Ukraine espoirs dans le cadre des qualifications à l'Euro espoirs 2023. Il entre en jeu à la place de Khéphren Thuram et son équipe l'emporte (5-0 score final).
Le 3 juin 2024, Thierry Henry le sélectionne dans une pré-liste de 25 joueurs afin de disputer les Jeux olympiques 2024 à Paris avant de le convoquer dans la liste définitives des 18 joueurs le 8 juillet.

## Statistiques
| Saison                | Club                  | Championnat           | Championnat | Championnat | Championnat | Coupe nationale | Coupe nationale | Coupe nationale | Coupe de la Ligue | Coupe de la Ligue | Coupe de la Ligue | Compétition(s) continentale(s) | Compétition(s) continentale(s) | Compétition(s) continentale(s) | Compétition(s) continentale(s) | Total | Total | Total |
| Saison                | Club                  | Division              | M.          | B.          | P.d.        | M.              | B.              | P.d.            | M.                | B.                | P.d.              | Comp.                          | M.                             | B.                             | P.d.                           | M.    | B.    | P.d.  |
| 2019-2020             | Montpellier HSC       | Ligue 1               | 20          | 0           | 1           | 2               | 0               | 0               | 1                 | 1                 | 0                 | -                              | -                              | -                              | -                              | 23    | 1     | 1     |
| 2020-2021             | Montpellier HSC       | Ligue 1               | 29          | 0           | 0           | 4               | 0               | 0               | -                 | -                 | -                 | -                              | -                              | -                              | -                              | 33    | 0     | 0     |
| 2021-2022             | Montpellier HSC       | Ligue 1               | 36          | 1           | 0           | 2               | 0               | 0               | -                 | -                 | -                 | -                              | -                              | -                              | -                              | 38    | 1     | 0     |
| 2022-2023             | Montpellier HSC       | Ligue 1               | 35          | 0           | 6           | 1               | 0               | 0               | -                 | -                 | -                 | -                              | -                              | -                              | -                              | 36    | 0     | 6     |
| 2023-2024             | Montpellier HSC       | Ligue 1               | 31          | 0           | 3           | 1               | 0               | 0               | -                 | -                 | -                 | -                              | -                              | -                              | -                              | 32    | 0     | 3     |
| 2024-2025             | Montpellier HSC       | Ligue 1               | 26          | 1           | 0           | 1               | 0               | 0               | -                 | -                 | -                 | -                              | -                              | -                              | -                              | 27    | 1     | 0     |
| 2025-2026             | Montpellier HSC       | Ligue 2               | 1           | 0           | 0           | -               | -               | -               | -                 | -                 | -                 | -                              | -                              | -                              | -                              | 1     | 0     | 0     |
| Sous-total            | Sous-total            | Sous-total            | 178         | 2           | 10          | 11              | 0               | 0               | 1                 | 1                 | 0                 | -                              | -                              | -                              | -                              | 190   | 3     | 10    |
| Total sur la carrière | Total sur la carrière | Total sur la carrière | 178         | 2           | 10          | 11              | 0               | 0               | 1                 | 1                 | 0                 | -                              | -                              | -                              | -                              | 190   | 3     | 10    |

## Palmarès

### En sélection nationale
- France olympique :
  -  Vice-champion aux Jeux olympiques de 2024.

## Décorations
- Chevalier de l'ordre national du Mérite (décret du 23 septembre 2024)[15]